# 後敏
後敏，直隸當塗縣人。明朝政治人物，永樂甲申进士。

## 生平
永乐二年（1404年），其中三甲第二百四十三名进士，历任陕西布政司参议。为人宽和，因遭人陷害被捕，死于途中。身後平反，追復職務。